# Imperatyw
Imperatyw (łac. imperativus – rozkazujący) – nakaz, reguła, zasada, która nie podlega dyskusji i którą można bezpośrednio wywieść z założeń teoretycznych. Imperatyw może mieć charakter zasady moralnej, artystycznej lub ideowej.

## Kantyzm
Termin ten szczególnie często występuje w etyce wywodzącej się z filozofii Immanuela Kanta. Kant podzielił imperatywy moralne na warunkowe lub inaczej hipotetyczne oraz imperatywy kategoryczne. Te pierwsze przyjmują jego zdaniem formę zdań warunkowych w rodzaju „gdy wystąpią okoliczności A należy postąpić tak, a tak”. Te drugie mają charakter nakazów działających zawsze, wszędzie i w każdych okolicznościach.
Kant próbował wykazać, że wszystkie moralne imperatywy warunkowe można z dedukcyjną dokładnością wywieść z imperatywów kategorycznych, a wszystkie kategoryczne daje się sprowadzić do jednego zasadniczego:
Postępuj tylko według takiej maksymy, dzięki której możesz zarazem chcieć, żeby stała się powszechnym prawem
Poglądy Kanta były jednak silnie krytykowane już za jego życia, on sam aby je obronić podał jeszcze dwa inne sformułowania imperatywu kategorycznego, które jednak również zostały poddane krytyce.
Współcześnie stosunek do istnienia bądź nie imperatywu kategorycznego jest podstawą podziału teorii etycznych na obiektywistyczne (rygoryzm moralny) i subiektywistyczne (liberalizm moralny).